# Mnesilochus verrucosus
Mnesilochus verrucosus är en insektsart som först beskrevs av Haan 1842.  Mnesilochus verrucosus ingår i släktet Mnesilochus och familjen Phasmatidae. Inga underarter finns listade i Catalogue of Life.